# Список президентов Пунтленда
Президент Пунтленда (сомал. Madaxaweynaha Puntland) — глава исполнительной власти Пунтленда. Президент представляет Правительство Пунтленда. 
Ниже представлен список президентов Пунтленда с момента учреждения этого поста в 1998 году до настоящего времени, полуавтономного государства, которое де-юре является частью Сомали. Президент в Пунтленде является главой государства и главой правительства; должности премьер-министра в государстве нет. Президент и вице-президент избираются сроком на пять лет и могут исполнять свои обязанности два срока подряд.

## Список
Условные обозначения:
 Беспартийный
 Демократический фронт сомалийского спасения
 Хорсид
 УДАД
 Каах
| # | Портрет                   | Имя                       | Полномочия      | Полномочия      | Партия                                      |
| # | Портрет                   | Имя                       | Начало          | Окончание       | Партия                                      |
| - | ------------------------- | ------------------------- | --------------- | --------------- | ------------------------------------------- |
| 1 |                           | Абдуллахи Юсуф Ахмед      | 1 августа 1998  | 30 июня 2001    | Демократический фронт сомалийского спасения |
| – |                           | Юсуф Хаджи Нур (и. о.)    | 1 июля 2001     | 14 ноября 2001  | беспартийный                                |
| – |                           | Джама Али Джама (и. о.)   | 14 ноября 2001  | 8 мая 2002      | беспартийный                                |
| 2 |                           | Абдуллахи Юсуф Ахмед      | 8 мая 2002      | 14 октября 2004 | беспартийный                                |
| – |                           | Мохамед Абди Хаши (и. о.) | 14 октября 2004 | 8 января 2005   | Хорсид                                      |
| 3 |                           | Мохамед Мурсе Херси       | 8 января 2005   | 8 января 2009   | Ассоциация народов Пунтленда                |
| 4 |                           | Абдирахман Мохамуд Фароле | 8 января 2009   | 8 января 2014   | беспартийный                                |
| 4 | Хорсид (с 14 ноября 2012) | Абдирахман Мохамуд Фароле | 8 января 2009   | 8 января 2014   |                                             |
| 5 |                           | Абдивели Мохамед Али      | 8 января 2014   | 8 января 2019   | Ассоциация народов Пунтленда                |
| 6 |                           | Саид Абдуллахи Дани       | 8 января 2019   | действующий     | Каах                                        |